# بویون‌دره (توت)
بویون‌دره {{ترکی|Boyundere) (به کردی: Hûs) یک منطقهٔ مسکونی در ترکیه است که در توت، ترکیه واقع شده‌است.